# 福島正之
福島 正之（ふくしま まさゆき）は、安土桃山時代から江戸時代初期にかけての武将。

## 生涯
別所重宗の七男として生まれるが、叔父・福島正則の嫡男・福島正友（正長とも）が夭折したため、正則の養嗣子となる。慶長4年（1599年）に徳川家康の養女・満天姫（実父は松平康元）と結婚。翌慶長5年（1600年）の関ヶ原の戦いに出陣し、竹ヶ鼻城や岐阜城を攻めて軍功を挙げる（竹ヶ鼻城の戦い）。
しかし慶長12年（1607年）、正則から「近頃は乱行を行なうなどして狂疾である」と江戸幕府に訴えられ、幽閉処分に処される。この訴えは正則が実子の福島忠勝に後を継がせるために行なった虚偽であるともいわれている。慶長13年（1608年）3月（または5月）に餓死した。享年24。
妻の満天姫との間に男子があったが、満天姫が実家へ戻る際に共に連れて行った。満天姫は後に津軽信枚に再嫁し、正之の子は信枚の弟分となった後、津軽氏家臣の大道寺直英の婿養子となり大道寺直秀を名乗っている。

## 系譜
- 父：別所重宗（1529-1591）
- 母：福島正信の娘 - 正則の姉
- 養父：福島正則（1561-1624）
- 正室：満天姫（1589?-1638） - 徳川家康養女、松平康元の娘
  - 男子：大道寺直秀（1606-1636） - 大道寺直英の養子